# Rute socken
Rute socken ingick i Gotlands norra härad, ingår sedan 1971 i Gotlands kommun och motsvarar från 2016 Rute distrikt.
Socknens areal är 64,45 kvadratkilometer, varav 63,24 land. År 2020 fanns här 259 invånare. Sockenkyrkan Rute kyrka ligger i socknen. 

## Administrativ historik
Rute socken har medeltida ursprung. Socknen tillhörde Rute ting som i sin tur ingick i Rute setting i Nordertredingen.
Vid kommunreformen 1862 övergick socknens ansvar för de kyrkliga frågorna till Rute församling och för de borgerliga frågorna bildades Rute landskommun. Landskommunen inkorporerades 1952 i Fårösunds landskommun och ingår sedan 1971 i Gotlands kommun. Församlingen uppgick 2010 i Bunge församling, från 2013 namnändrad till Bunge, Rute och Fleringe församling.
1 januari 2016 inrättades distriktet Rute, med samma omfattning som församlingen hade 1999/2000.  
Socknen har tillhört samma fögderier och domsagor som Gotlands norra härad. De indelta båtsmännen tillhörde Gotlands första båtsmanskompani.

## Geografi
Rute socken ligger nordost om Slite med Fardume träsk och Valleviken i söder och omfattar också några öar som Furillen och Skenholmen. Socknen består av flacka dalgångsbygder omgivna av skogsbygd.
Ringkors av kalksten.  På Ö sidan texten:"1926 FÖRNYADES I SIN GAMLA GESTALT DET ÅR 1912 SKADADE MEDELTIDA MINNESMÄRKET" Stenen är rest i ett postament av betong i nivå med markytan. Det ursprungliga stenkorset finns på Gotlands Fornsal, Visby. Enligt C Franzéns uppteckning skall en brud eller ett brudpar eller en kurir ridit ihjäl sig, då deras hästar blivit skrämda. Enligt en annan folksägen skall "en brud eller tvänne täflande prester därstädes omkommit (P A Säve).

### Gårdsnamn
Alby, Ale, Alvans, Bräntings, Fardume, Gerungs, Kauparve, Nors, Prästgården, Puttersjaus, Risungs, Sigfride, Siglajvs, Skenholmen, Talings, Valle Lilla, Valle Stora, Västrume.

## Fornlämningar
Kända från socknen är gravrösen och skeppssättningar från bronsåldern samt gravfält, stensträngar och stenar med sliprännor från järnåldern. Två runristningar är kända.

## Namnet
Namnet (1300-talet Rutar) är otolkat.

## Befolkningsutveckling
| Befolkningsutvecklingen i Rute socken 1810–2020 | Befolkningsutvecklingen i Rute socken 1810–2020 | Befolkningsutvecklingen i Rute socken 1810–2020 | Befolkningsutvecklingen i Rute socken 1810–2020 | Befolkningsutvecklingen i Rute socken 1810–2020 |
| --- | ----------------------------------------------- | ----------------------------------------------- | ----------------------------------------------- | ----------------------------------------------- |
| |                                                 |                                                 |                                                 |                                                 |
| År |                                                 |                                                 | Folkmängd                                       |                                                 |
| 1810 | 1810                                            |                                                 | 357                                             |                                                 |
| 1820 | 1820                                            |                                                 | 367                                             |                                                 |
| 1830 | 1830                                            |                                                 | 442                                             |                                                 |
| 1840 | 1840                                            |                                                 | 503                                             |                                                 |
| 1850 | 1850                                            |                                                 | 555                                             |                                                 |
| 1860 | 1860                                            |                                                 | 683                                             |                                                 |
| 1870 | 1870                                            |                                                 | 698                                             |                                                 |
| 1880 | 1880                                            |                                                 | 672                                             |                                                 |
| 1890 | 1890                                            |                                                 | 593                                             |                                                 |
| 1900 | 1900                                            |                                                 | 527                                             |                                                 |
| 1910 | 1910                                            |                                                 | 570                                             |                                                 |
| 1920 | 1920                                            |                                                 | 738                                             |                                                 |
| 1930 | 1930                                            |                                                 | 988                                             |                                                 |
| 1940 | 1940                                            |                                                 | 862                                             |                                                 |
| 1950 | 1950                                            |                                                 | 694                                             |                                                 |
| 1960 | 1960                                            |                                                 | 473                                             |                                                 |
| 1970 | 1970                                            |                                                 | 387                                             |                                                 |
| 1980 | 1980                                            |                                                 | 327                                             |                                                 |
| 1990 | 1990                                            |                                                 | 324                                             |                                                 |
| 2000 | 2000                                            |                                                 | 336                                             |                                                 |
| 2010 | 2010                                            |                                                 | 329                                             |                                                 |
| 2020 | 2020                                            |                                                 | 259                                             |                                                 |
| Anm: Källor: Umeå universitet - Tabellverket 1749-1859, Demografiska databasen, CEDAR, Umeå universitet, Befolkningsutvecklingen i Gotlands socknar 2000 - 2010, Folkmängden per distrikt, landskap, landsdel eller riket efter kön. År 2015 - 2022. |                                                 |                                                 |                                                 |                                                 |

### Fotnoter
1. 1 2  Svensk Uppslagsbok andra upplagan 1947–1955: Rute socken
2. ↑  ”Folkmängden per distrikt, landskap, landsdel eller riket efter kön. År 2015 - 2022”. Statistikdatabasen. Statistiska centralbyrån. http://www.statistikdatabasen.scb.se/pxweb/sv/ssd/START__BE__BE0101__BE0101A/FolkmangdDistrikt/. Läst 23 april 2023.
3. ↑  Harlén, Hans; Harlén Eivy (2003). Sverige från A till Ö: geografisk-historisk uppslagsbok. Stockholm: Kommentus. Libris 9337075. ISBN 91-7345-139-8
4. ↑  ”Församlingar”. Statistiska centralbyrån. https://www.scb.se/hitta-statistik/regional-statistik-och-kartor/regionala-indelningar/forsamlingar/. Läst 30 december 2022.
5. ↑  Administrativ historik för Rute socken (Klicka på församlingsposten). Källa: Nationella arkivdatabasen, Riksarkivet.
6. ↑  Om Gotlands båtsmanskompani
7. 1 2  Sjögren, Otto (1931). Sverige geografisk beskrivning del 2 Östergötlands, Jönköpings, Kronobergs, Kalmar och Gotlands län. Stockholm: Wahlström & Widstrand. Libris 9939
8. 1 2  Nationalencyklopedin
9. ↑  Stenkors vid Rute kyrka RAÄ-nummer Rute 15:1
10. ↑  Förteckning över slipskåror
11. ↑  Fornlämningar, Statens historiska museum: Rute socken
12. ↑  Fornminnesregistret, Riksantikvarieämbetet: Rute socken Fornminnen i socknen erhålls på kartan genom att skriva in sockennamn (utan "socken") i "Ange geografiskt område"
13. ↑  Mats Wahlberg, red (2003). Svenskt ortnamnslexikon. Uppsala: Institutet för språk och folkminnen. Libris 8998039. ISBN 91-7229-020-X. https://isof.diva-portal.org/smash/get/diva2:1175717/FULLTEXT02.pdf